# Veronika Spierenburg
Veronika Spierenburg (geb. 11. März 1981) ist eine schweizerische-niederländische multimediale Künstlerin. In ihrer forschungsbasierten, kollaborativen und medienübergreifenden Praxis arbeitet sie unter anderem an der Schnittstelle von Sound, Körperbewegung und Architektur. Ihre Projekte beziehen sozioökologische Fragestellungen – etwa die Kleinfischerei in Portugal – ebenso ein wie persönliche Erfahrungen, darunter ihre Auseinandersetzung mit der Krankheit Multiple Sklerose. Sie nutzt eine Vielzahl von Medien und Materialien, um komplexe Zusammenhänge erfahrbar zu machen.

## Werdegang
Veronika Spierenburg studierte von 1999 bis 2002 an der Schule für Gestaltung Basel und erwarb den Bachelor. Ihren zweiten Bachelor für Fotografie erlangte sie 2005 an der Gerrit Rietveld Academie in Amsterdam. Anschliessend absolvierte sie den Master of Fine Arts am Central Saint Martins College of Art and Design in London. Zwischen 2008 und 2022 war sie Teilnehmerin mehrerer Artist-in-Residence-Programme. Ihre Arbeit wurde massgeblich von ihren Aufenthalten in Japan, China, Brasilien, Mexiko, Georgien und Frankreich beeinflusst. Sie lebt in Zürich.

## Kunst am Bau
2019 eröffnete Veronika Spierenburg das Kunstwerk «Fliese und Fuge – Tile and Joint» am Metroshop, in einer unterirdischen Passage im Bahnhof Baden. Das Vexierbild aus Keramikfliesen hat eine Fläche von 13 × 3,3 Metern. Es besteht aus weissen und hellgrauen Feinsteinfliesen, die die Illusion einer nach oben führenden Treppe erzeugen können. Bei näherer Betrachtung des Mosaiks fällt auf, dass alle 425 Kacheln von unterschiedlicher Grösse und somit Unikate sind. Die grösste Platte ist fast zwei Meter lang, die kleinste nur wenige Millimeter.

## Video (Auswahl)
- 2009: From Right to Left
- 2011: Crossing of Horizontal Body with a Vertical One
- 2012: Twelve Pillars
- 2012: Looking Through the Structure
- 2013: Die Rampe
- 2013: From Top to the Bottom

## Ausstellungen (Auswahl)

### Einzelausstellungen
- 2006: Colored Skin, Window Gallery, London (mit Phoebe Hui Fong Wah)
- 2008: Audience to Audience, Roger Smith Lab Gallery, New York (mit Sophie Loss)
- 2008: For Two Voices, Shed-and-a-Half Gallery, London
- 2009: K like Kaktus, Kiasma, Helsinki
- 2010: Ausverkauf, Station 21, Zürich
- 2011: Cover-Up, lokal-int, Biel (mit Daniel Lehan)
- 2013: Between Handle and Blade, Bibliothek Sitterwerk, St. Gallen
- 2013: Das Leserad, Schweizerische Nationalbibliothek, Bern
- 2014: Das Leserad, Infozentrum, ETH, Zürich
- 2014: Das Leserad, Vera Oeri-Bibliothek, Basel
- 2014: Manor Kunstpreis 2013, Aargauer Kunsthaus, Aarau
- 2015: We’d rather not talk about Ludwig/We’d rather not talk about Margarethe, Le Foyer, Zürich (mit Delphine Chapuis Schmitz)
- 2015: Keep Going, Museum of Contemporary Art Shanghai, Shanghai
- 2017: Curvy Hips, Lokaltermin, Schwamendingen
- 2021: Galeria Boavista, Cemitério das Âncoras, Galerias Municipais, Lissabon (mit Nuno Barroso)
- 2022: Noguchi: Subscapes, Noguchi Museum, New York City

## Artist in Residence
- 2008: Helsinki, HIAP, 3 Monate
- 2011: Salvador da Bahia, Aargauer Kuratorium, 6 Monate
- 2014: Japan, Aargauer Kuratorium, 3 Monate
- 2015: Shanghai, Pro Helvetia, 3 Monate
- 2015: São Paulo, FAAP, 2 Monate
- 2016: Genua, City Zurich, 6 Monate
- 2022: Cité Internationale des Arts Paris, Aargauer Kuratorium, 6 Monate

## Kunst am Bau
- 2015: Hin und Zurück, Mosaikwand (für die Öffentlichkeit nicht zugänglich) in der Justizvollzugsanstalt Lenzburg, Kanton Aargau
- 2019: Fliese und Fuge – Tile and Joint, Metroshop Baden, Stadt Baden, Kanton Aargau

## Werke in Sammlungen
- Zürcher Kantonalbank
- Aargauer Kunsthaus
- Kunstsammlung des Kantons Zürich
- Kunstsammlung der Stadt Zürich
- André Roth AG
- Kunsthaus Zürich

## Awards und Preise
- 2006: The Red Mansion Art Prize, London
- 2006: VSBfonds, Amsterdam
- 2008: Neue Aargauer Bank Kunstpreis, Aarau
- 2009: Förderbeitrag, Aargauer Kuratorium
- 2012: Förderbeitrag, Aargauer Kuratorium
- 2013: Manor Kunstpreis, Aargau
- 2014: Förderbeitrag, UBS Kulturstiftung, Zürich
- 2014: Förderbeitrag, Kanton Zürich Kultur
- 2016: Förderbeitrag, Kanton Zürich Kultur
- 2019: Anerkennungspreis, USB Kulturstiftung, Zürich
- 2023: Werkstipendium, Landis & Gyr Stiftung, Schweiz

## Künstlerbuch
- Veronika Spierenburg: In Order of Pages. Kodoji Press, 2013, ISBN 978-3-0374-7052-7
- Veronika Spierenburg: Ecke, Hoek, Hörn, Edition Fink, 2014, ISBN 978-3-0374-6180-8
- Veronika Spierenburg: Oya-ishi — Oya Stone, Art Paper Editions, 2017, ISBN 978-9-4908-0072-7
- Veronika Spierenburg: Fliese und Fuge - Tile and Joint. Baden. Metro Shop, Vexer Verlag, ISBN 978-3-907112-33-5
- Veronika Spierenburg und Nuno Barroso: Cemitério das Âncoras / Cemetery of Anchors, Galerias Municipais de Lisboa, 2022, ISBN 978-989-8763-55-6
- Veronika Spierenburg: MS 6 Reader, Susch Magazin, 6814 m, 2024